# Dieter Jung (Künstler)

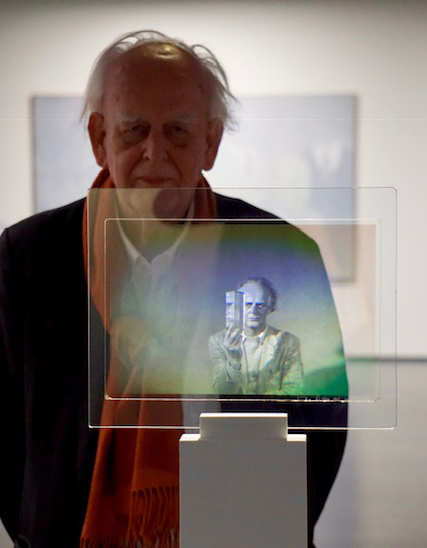
Dieter Jung, 2019

Dieter Jung (* 9. Oktober 1941 in Bad Wildungen, Hessen) ist ein deutscher Künstler, der in den Bereichen Holografie, Malerei und Installationskunst tätig ist. Er lebt und arbeitet in Berlin.

## Werdegang
Jung ist in Oberdielfen / Siegen (Provinz Westfalen) aufgewachsen. Er studierte von 1962 bis 1963 Theologie an der Kirchlichen Hochschule Berlin und bis 1968 Freie Kunst an der Hochschule für bildende Künste (heute Universität der Künste Berlin) bei Professor Ludwig Gabriel Schrieber und Professor Hann Trier. Während seines Studiums an der École des Beaux-Arts in Paris lernte er auch Arthur Adamov und Alberto Giacometti kennen. Von 1971 bis 1974 studierte er Experimentalfilm an der Deutschen Film- und Fernsehakademie Berlin.
Jungs erster akademischer Posten war 1975 eine Gastprofessur an der Universidade Federal da Bahia, Salvador, Brasilien. 1977 realisierte er seine ersten Hologramme „Feathers“ an der New York School of Holography (unter der Leitung von Sam Moree und Dan Schweitzer) und entwickelte 1977 in Zusammenarbeit mit Donald White von den Bell Laboratories in seiner Garage in New Jersey die technischen Voraussetzungen für das erste Hologramm Gedicht, „Hologramm“. Von 1982 bis 1985 erforschte er mit Jody Burns (Holoplate, New Jersey) die Effizienz der One-Step Rainbow Holography und schuf die Serien „Into the Rainbow“, „Present Space“ und „Different Space“.
Zwischen 1985 und 1989 arbeitete Jung als Forschungsstipendiat (research fellow) am Center for Advanced Visual Studies/MIT in Boston (unter der Leitung von Otto Piene) in Verbindung mit der Spatial Imaging Group (unter der Leitung von Stephen Benton) am Media Lab/MIT zum Zyklus der Holographie LightMills, das von Harold Edgertons Multiflash-Fotografie inspiriert wurde und sich auf ZEROs Frühwerk „Silberne Lichtmühle“ bezieht. Es folgten Gastvorlesungen an der Harvard University und an der Sorbonne in Paris.
1990/91 wirkte Jung als Mitglied des Gründungsrats der Kunsthochschule für Medien in Köln, wo er bis 2007 als Professor für kreative Holographie und Lichtkunst tätig war. Von 1992 bis 1996 war er Mitglied des Kuratoriums der Kunsthochschule für Medien Zentrum für Kunst und Medientechnologie/ZKM in Karlsruhe. 1996 leitete er die internationale Konferenz und Ausstellung Holographic Network: A Visual Journey between Art, Science and Technology an der Akademie der Künste, Berlin.
1997–99 war er Mitglied des MIT Advisory Council on Art-Science-Technology. Die Entwicklung von Holokinetic Mobiles, HoloMobiles XYZ und TransOptical (Transformationsoptik) Mobiles gehört seit 1998 zu seinen Tätigkeitsfeldern, ebenso wie die Entwicklung von Bodenhologrammen und die Erforschung interaktiver Laserinstallationen seit 2002. Seit 2010 Mitglied des wissenschaftlichen Beirats (jetzt Think Tank) der ZERO Foundation in Düsseldorf. 2011 Mitglied der International György Kepes Society in Ungarn. Seit 1970 nahm Jung weltweit an zahlreichen Vorträgen, Workshops und Ausstellungen teil.
Die Entwicklung holokinetischer Skulpturen Perpetuum Mobile, HoloMobiles XYZ und TransOptical Mobiles, animiert durch die kinetischen Skulpturen von Alexander Calder und George Ricky, wurden seit 1998 zu erweiterten Feldern seines Engagements. Nach der Ausarbeitung von Bodenhologrammen und interaktiven Laserinstallationen („Oraculum – für zwei Laser und drei Leinwände“) kreierte er weiterhin eine Vielzahl von Lichtarbeiten „Strings“, „LightFlight“, „Loops“, holografische „Time Capsules“ und die „Particle Wave“ -Drucke, die eine andere Wahrnehmung von Bewegung im Raum, Licht und Farben offenbaren und erweitern.
„Dieter Jung ist einer der Pioniere der holografischen Kunst. Abgesehen davon, dass diese Kunst eine Form der optischen Täuschung ist, stellt sie eine spezifische Phase in der Geschichte der Lichtkunst dar. Illusionistische Tendenzen gibt es in der Kunst seit frühester Zeit und wurden zeitweise sogar als fester Bestandteil der abendländischen Kunst angesehen. Was das Phänomen des Lichts mit seiner merkwürdigen Zweideutigkeit zwischen Anwesenheit und Abwesenheit betrifft, so ist es das Herzstück aller holografischen Kunst und kann mit unserer Wahrnehmung der Sterne verglichen werden, deren physische Anwesenheit durch die Lichtwelle ersetzt wird, die unser Auge lange nach ihrer Ausstrahlung erreicht. Die Ästhetik der Abwesenheit war zu allen Zeiten das Privileg der Mystiker, aber ihre metaphysische Seite wird durch ihre wissenschaftliche Konnotation im Bereich der holografischen Kunst ausgeglichen.“ Auszug aus Einer der Pioniere der holografischen Kunst, geschrieben von Frank Popper, Paris 2008, für die Ausstellung Invisible-Visible von Dieter Jung, Today Art Museum Beijing.

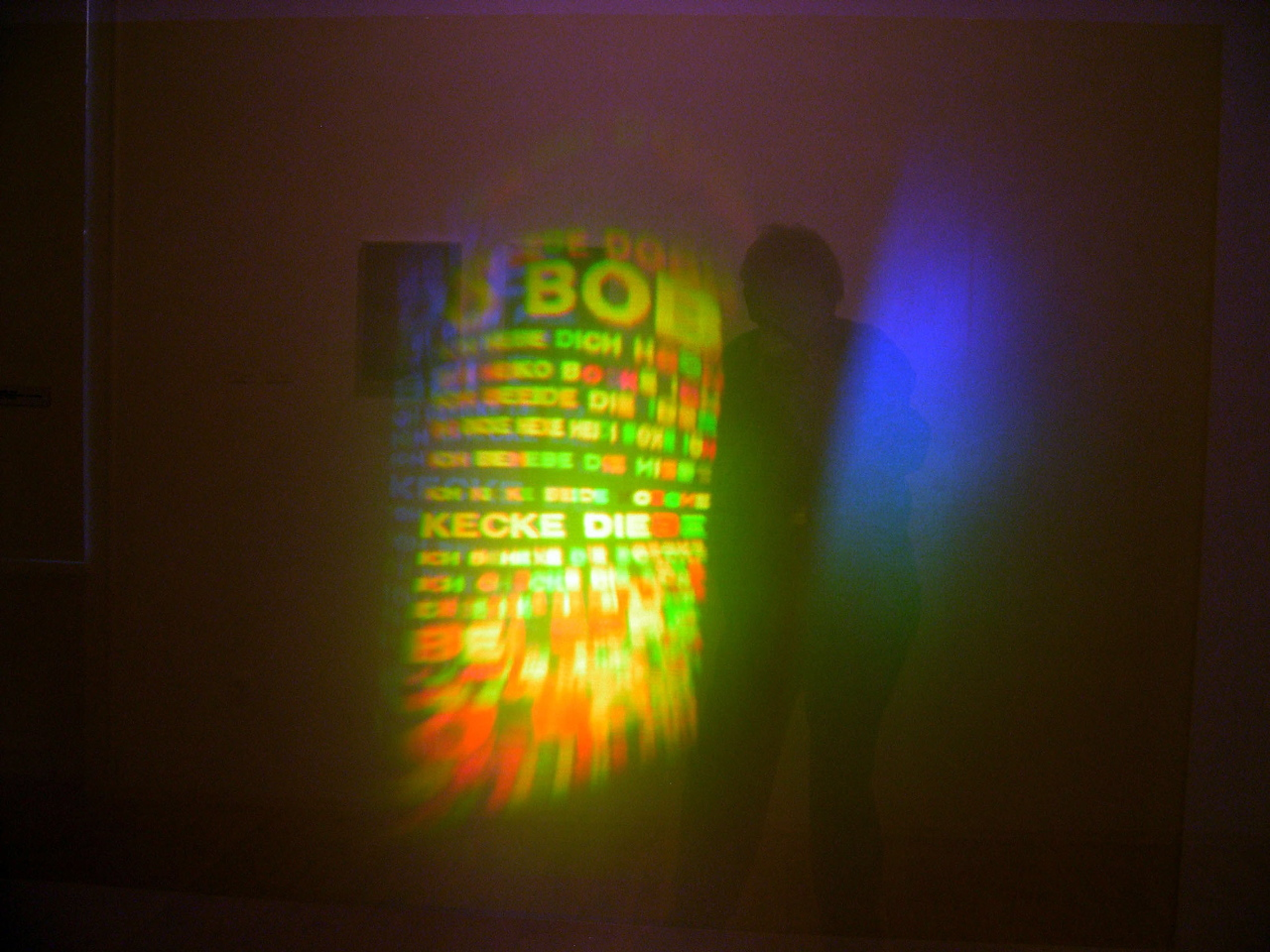
Dieter Jung, BIBI BEI BOB, 1987, Hologramm/Glas, 112 × 140 cm. Horizontal symmetrischer Text von Hans Magnus Enzensberger

## Stipendien und Auszeichnungen
- 1965/66 Stipendium des französischen Instituts (Institut Français) für die École des Beaux Arts Paris.
- 1967 Studienstiftung des Deutschen Volkes.
- 1968–69 USA-Stipendium des Deutschen Akademischen Austauschdienstes (DAAD)
- 1977 Artist-in-Residence in der MacDowell Colony, Peterborough, New Hampshire, USA.
- 1978 Gastkünstler in Yaddo, Saratoga Springs, New York; Stipendium des Cabin Creek Center for Work and Environmental Studies, New York
- 1983 Artist-in-Residence-Stipendium, Museum of Holography New York. 1984 Stiftung Kunstfonds
- 1985–86 Rockefeller-Fellow am Center for Advanced Visual Studies, MIT; Stipendium des Council for the Arts des MIT.
- 1988 und 2003 Auszeichnung der Shearwater Foundation, USA.
- 2003 Stipendium der ZEIT-Stiftung, Ebelin und Gerd Bucerius, Hamburg, Deutschland

Dieter Jung, Eclipse-VIII, 2009, Inkjet/Archival Paper

## Einzelausstellungen (Auswahl)
- 1968 Dieter Jung, Galerie Defet, Nürnberg, Deutschland
- 1973 Galerie Haus Seel, Siegen, Deutschland
- 1974 Museo de Arte Moderna do Rio de Janeiro, Brazil; Museu de Arte de São Paulo; Dieter Jung, Galeria San Diego, Bogotá, Kolumbien
- 1975 Bilder: Gemälde-Aquarelle-Bilder-Filme, Haus am Waldsee, Berlin, Deutschland
- 1977 Asociacion Cultural Humboldt, Caracas, Venezuela
- 1979 Drawings and Paintings, Pointdexter Gallery, New York, N.Y., USA
- 1981 Écriture Holographique, La Revue parlée de Blaise Gautier, Centre Georges Pompidou, Paris, Frankreich
- 1982 Goethe House, New York, USA
- 1983 Hara Museum of Contemporary Art, Tokyo, Japan
- 1984 Holography in Art, Hong Kong Arts Center, Hong Kong; Pinturas – Desenhos – Hologramas, Museu de Arte de São Paulo, Brasilien

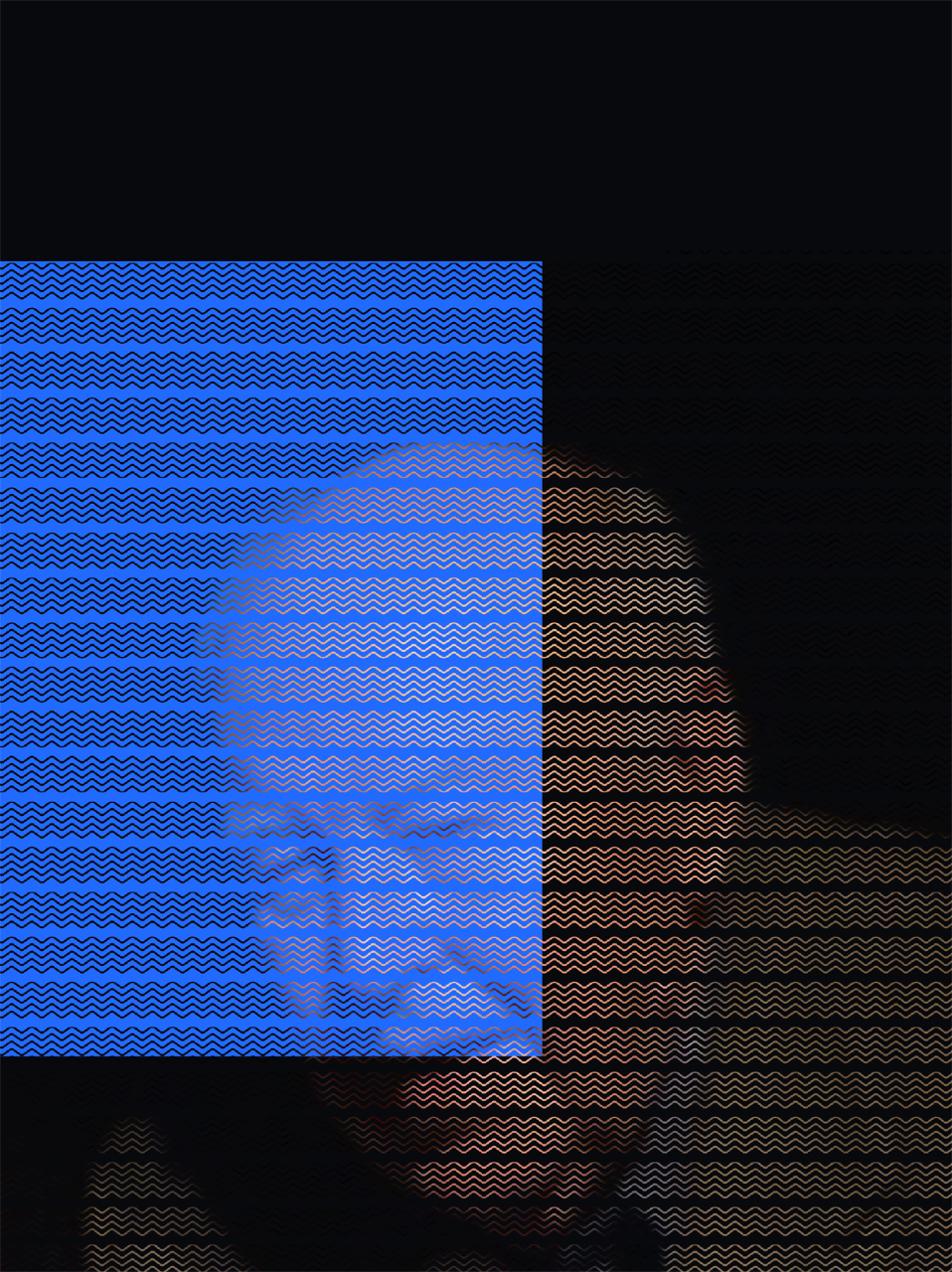
Dieter Jung, Porträt von Yuri Denisyuk, 2005, Inkjet/Archival Paper

- 1985 Dieter Jung – Hologrammeja/Piirroksksia/Maalauksia, Näyettey Kluuvin Galleria, Helsinki, Finnland; Dieter Jung, Porträt von Yuri Denisyuk, 2005, Inkjet/Archival PaperDieter Jung, Musée de Québec, Quebec City, Kanada; Art Basel; Museum of Holography, New York;   Dieter Jung-Installation, Museum of Holography, New York, N.Y., USA
- 1986 Center for Advanced Visual Studies (CAVS), MIT, Cambridge, Massachusetts, US
- 1987 Dieter Jung, Galleria Marrozini, San Juan, Puerto Rico
- 1988 Dieter Jung, Paris Art Center, Paris, Frankreich
- 1990 Dieter Jung, Hologramme/Zeichnungen, Art Center Zamalek, Kairo, Ägypten
- 1991 Dieter Jung, Bilder/Zeichnungen/Hologramme, Kunsthalle Berlin, Berlin, Germany
- 1992 Dieter Jung-Bilder/Zeichnungen/Hologramme, Ulmer Museum, Ulm, Deutschland;   Dieter Jung, Goethe-Institut Madrid, Spanien; Palais de Luxembourg, Paris
- 1993 Dieter Jung, Escola das Belas Artes, Salvador, Brasilien
- 1998 Dieter Jung, Galerie Schoeller, Düsseldorf, Deutschland
- 1999 Dieter Jung, Trinitatiskirche, Köln, Deutschland
- 2002 Kibela Gallery, Maribor, Slowenien
- 2003 Kun Shan University, Tainan, Taiwan POC;   Dieter Jung – Anders als man denkt, Museum im Kulturspeicher, Würzburg, Deutschland;   Kunst-Museum in Ahlen, Deutschland;  Kunstmuseum Heidenheim, Heidenheim, Deutschland;   Dieter Jung, Virtual Images, Kun Shan University, Tainan, Taiwan
- 2004 Dieter Jung, Hologram Works – The extended Space to Dénes Gábor, Ateliers Pro Arte, Budapest, Ungarn
- 2005 Shantou University, Guangdong, China; Dieter Jung, The Garden of Light, Taipei Fine Arts Museum Taipei POC
- 2006 Zendai Museum of Modern Art Shanghai; Dieter Jung, The Passion of Light, Zendai / Himalaya Museum of Modern Art, Shanghai, China
- 2007 A-Space Beijing; Peking; Imperial City Art Museum, Peking;  Dieter Jung - Installation, Goethe-Institut Shanghai, China; Dieter Jung, Holographie und Lichtkunst, Cubus Kunsthalle, Duisburg, Deutschland;  Dieter Jung, Looking Forward – Multimedia Holography and LightArt, A-Space Peking, China; Peking Imperial City Art Museum, Peking, China
- 2008 Phases/Faces, Oroom Gallery, Seoul, Süd-Korea; Dieter Jung – Invisible-Visible, Today Art Museum, Peking, China
- 2009 Dieter Jung, Fliegende Farben, Städt. Galerie Haus Seel, Siegen, Germany; Dieter Jung, A Visit to Berlin 2009, Today Art Museum, Peking, China
- 2010 Dieter Jung, Flying Colors – Moments of Seeing OCT Art & Design Gallery, Shenzhen, China
- 2011 Today Art Museum, Beijing; Dieter Jung, Space-Light-Colour, LinLin Gallery, Peking, China; A Visit to Berlin 2009, Today Art Museum, Peking; Space-Light-Colour, LinLin Gallery, Beijing, China; Red in Green in Blue, Dieter Jung / Reima Nurmikko, Maaret Finberg Gallery, Turku, Finnland.
- 2012 Into Light, Art Chapel, Turku, Finnland.
- 2013 Flying Colours, A22 Gall.ria, Budapest.
- 2015 Encounter with Words, presentation with Matilde Davi. (writer), Americas Society, New York
- 2016 Looking forward, Cubus Kunsthalle, Duisburg.
- 2017 Ways of seeing-mani.re de voir, Dieter Jung, Elizabeth Goldring Piene, Günter Thorn, Hans-Jörg Mettle, Centre  d' Art contemporain Frank Popper, Marcigny, France.
- 2019 Dieter Jung – Between and Beyond, Zentrum für Kunst und Medien (ZKM), Karlsruhe, Deutschland

## Gruppenausstellungen (Auswahl)
- 1968: Nouvelle École de Berlin, Galerie Motte, Geneva / Milan / Paris
- 1969: New York Studio School, New York
- 1971: Kunsthalle, Baden-Baden, Deutschland
- 1976: Musée National de Monaco, Monte Carlo, Monaco
- 1977: Berlin Now, Contemporary Art
- 1977: Denise René Gallery, New York; New York Avant Garde Festival, World Trade Center, New York
- 1979: Museum of Holography, New York; Holographie, Neuer Berliner Kunstverein, Berlin, Deutschland
- 1981: Museum of Natural History, Beijing, China
- 1983: Light Dimensions, Science Museum, London, England; Ars Electronica, Linz, Österreich
- 1985: East-West Encounter, National Center for The Performing Arts, Bombay, Indien; National Geographic Society's Explorers Hall, Washington, USA; Mehr Licht, Kunsthalle Hamburg, Hamburg, Deutschland; A Imagem Holografica, Calouste Gulbenkian Foundation, Lissabon, Portugal
- 1986: Museum Charlottenborg, Kopenhagen, Dänemark; LUMIÈRES –Perception/Projection, Centre d´Art Contemporaine de Montréal, Quebec, Kanada; Holomedia, Städt. Galerie im Prinz-Max-Palais, Karlsruhe, Deutschland; Lichtjahre, Künstlerhaus Wien, Vienna, Österreich; Holography, Institut for Telecommunication, Peking, China; Internationale Poesiefestival, Oslo Konzerthaus, Oslo, Norwegen
- 1987: Ologrammi, Museo de  Fotographia, Florence, Italien; Light Dreams, Kalamazoo Institute of Arts, Michigan, USA; Morris Museum, Morristown, New Jersey, USA; National Museum of Science, Ottawa und Montreal, Kanada
- 1988: LightsOrot, Yeshiva University Museum, New York; Museum of Science, Los Angeles
- 1990: Fotografie, Wissenschaft und neue Technologien, Kunstmuseum Düsseldorf, Deutschland
- 1992: Moving Image, Museum Fundació Joan Miró, Barcelona, Spanien
- 1993: Virtual-Real Image, The World of Holography ´93, Daimaru Museum, Tokyo, Japan; Das Licht-Die Musik-Der Raum, mit Otto Piene, Heinz Mack, Günther Uecker, Ferdinand Kriwet, Music von Karlheinz Stockhausen, Landtag Nordrhein-Westfalen, Düsseldorf, Deutschland; MIT Museum, Cambridge, Massachusetts, US;
- 1996: Holographic Network, Akademie der Künste Berlin und Bauhaus-Archiv Berlin, Deutschland
- 1997: UNESCO, Paris, Frankreich
- 1999: Natura della luce, Galleria d'Arte Contemporaneo, Venedig, Italien; Farblicht, Städtische Galerie Würzburg and Kunstmuseum Heidenheim, Deutschland; Malerei, Galerie Neher, Essen, Deutschland; Lumia, International Lyskunst, Charlottenborg Museum, Kopenhagen, Dänemark; Kangastus Mirage, Rauman Taidemuseo, 9.10-5.12.1999, Finnland
- 2000: Manege, St. Petersburg, Russland; Kangastus Mirage, Verutitalli-Salon kaupungin taidemuseo, 14.1-12.3.2000; Kemin taidemuseo, 16.6.-20.8.2000; Kajaanin teidemuseo, 3.9-29.10.2000, Finnland; Machines Times, V2, Rotterdam, Niederlande
- 2001: SkyArt Conference, Delphi and Ikaria, Griechenland; College of Fine Arts, Paddington, Sydney, Australien
- 2005: Two Asias-Two Europes, Doland Museum of Modern Art, Shanghai, China; Enseigner/Produire: Exposition Enquête, Centre Georges Pompidou, Paris, Frankreich
- 2006: Museum of Contemporary Art / ZKM, Karlsruhe, Deutschland; Entry Gate, Museum of Contemporary Art, Shanghai, China; Motion in a Square, Museum Ritter, Waldenbuch, Deutschland
- 2007: Remote Control, Museum of Contemporary Art Shanghai, China
- 2008: Museo de Arte Moderno, Mérida, Venezuela
- 2009: Museo Alejandro von Humboldt, Havanna, Kuba; Animamix, Today Art Museum, Beijing, China
- 2010: Animamix, Guangdong Art Museum, Guangzhou, China; Luminous Windows, MIT Museum, Cambridge, MA, USA; The Year We Make Contact, Media-Scape, HDLU Croatian Association of Artists, Zagreb, Kroatien
- 2011: Future Pass, 54th Biennale di Venezia, Abbazia di San Gregorio, Venedig, Italien, The Wereldmuseum, Rotterdam, Netherlands, Bienal Internacional de Arte, SIART Bolivia, La Paz, Bolivia, Budapest Gall.ria of the Budapest Historical Museum, Budapest, Ungarn; Vision, Neues Museum. Weimar.
- 2012 Future Pass, The National Taiwan Museum of Fine Arts, Taichung, Taiwan, Today Art Museum, Peking, China; The Jeweled Net: Views of Contemporary Holography, MIT Museum, Cambridge/MA, USA; 100th Anniversary of John Cage, Asian Art Works, Beijing, Interspaces, Vasarely Museum, Budapest, Hungary
- 2013 Pavilion O, Palazzo Dona, Venedig, Italien; Mouvement et lumi.res, Centre d`art contemporain Frank Popper, Marcigny, France; Holographie aus der Sammlung des ZKM, ZKM Medienmuseum, Karlsruhe
- 2014 Scheinwerfer, Kunstmuseum, Celle, Festival Trace(s) – Mirages, La Chartreuse de Valbonne, St-Poulet-de-Caisson, Frankreich; Interact: Deconstructing Spectatorship, Eastwing Biennial, The Courtauld Institute of Art, London
- 2015: Interact: Deconstructing Spectatorship: East Wing Biennial,[1] The Courtauld Institute of Art, London, England; Otto Piene – Rainbow, Museum of Contemporary Art, Tehran, Iran; Holographie, Schafhof – Europäisches Künstlerhaus Oberbayern, Freising; Accrochage 2, Centre d'art contemporain Frank Popper, Marcigny, Frankreich; Globale, Bodenlos – Villem Flusser und die Künste, ZKM Karlsruhe und Akademie der Künste, Berlin; International Light Symposium, Kunsthalle Budapest; Magic of Light, Elissew Palace, St. Petersburg, Russland; Ages of Light, György Kepes Institute, Eger, Ungarn
- 2016 Hand-schreiben, Ruine der Künste, Berlin; Magic of Light, Wonderhouse, Moscou, Russia; Rainbow-Otto Piene, Museum of Contemporary Art Teheran, Iran
- 2017 B III, Biennale des Bewegten Bildes, Frankfurt/Main; Kunstraum Roy, Gerichtskretscham, Kunnersdorf/Görlitz; GAMU, Vasarely Museum, Budapest.
- 2018 Kunst in Bewegung. 100 Meisterwerke mit und durch Medien, ZKM Karlsruhe; CAVS - 50th Anniversary, MIT Museum, Cambridge, USA; Young Collectors Choice 18, Galerie Geiger, Konstanz.
- 2019 Negativer Raum, Negativer Raum - Skulptur und Installation im 20./21.Jahrhundert, ZKM Karlsruhe; Writing the History of the Future, ZKM Karlsruhe.
- 2020 Hommage Frank Popper, Centre d'art contemporain Frank Popper, Marcigny, Frankreich
- 2022 Skulpturale Poesie, Weserburg für Moderne Kunst/Zentrum für Künstlerpublikationen, Bremen und Deutsche Nationalbibliothek / Deutsches Buch- und Schriftmuseum, Leipzig

## Publikationen
- Transcript in Artists Today, Marg Publications, Bombay 1987
- Holographic Space in Leonardo (journal), vol. 22, no 3/4,1989
- Jung / Pepper Creative Holography: Its Development in the Academy of Media Arts Cologne in SPIE Proceedings, vol. 1600,1991
- Bildräume der Holographie in Kultur und Technik im 21. Jahrhundert, herausgegeben von G. Kaiser, Frankfurt und New York 1993
- L´Espace Holographique in La science et la métamorphose des arts, Nouvelle Encyclopédie Diderot, Paris 1994
- Luz na Arte / Arte da Luz in exhibition catalogue, Goethe-Institut Salvador, Brazil 1995
- Ein Kubikmeter Licht in Otto Piene, Kunst die fliegt, edited by H. Stachelhaus, DuMont Schauberg Köln 1998
- Holographic Network von Dieter Jung mit Essays von Elizabeth Goldring, Otto Piene, Frank Popper, Roger Malina, Paul Earls, Eberhard Roters, Christian Schneegass und Siegfried Zielinski, Verlag Rasch Bramsche 2003, ISBN 3-89946-003-0
- Holes in Sky in Sky Art, herausgegeben von Kracke/Knott, Center for Advanced Visual Studies and MIT, Cambridge 2005.
- As I see it - The absence of darkness, Advances in Display Holography, herausgegeben von Hans Bjelkhagen, River Valley Press, England 2006.
- Otto Piene, herausgegeben von Ante Glibota, Delight Edition, 2011, ISBN 978-988-19532-2-3
- The Transfer of Technology, Interview in ArtToday, Vol.12, Beijing 2009.

## Arbeiten in öffentlichen Sammlungen
- Berlinische Galerie, Berlin
- Kunsthalle Bremen, Bremen
- Karl-Ernst-Osthaus-Museum, Hagen
- ZKM – Zentrum für Kunst und Medien, Karlsruhe
- Hara Museum of Contemporary Art, Tokio
- Musée national des beaux-arts du Québec, Quebec City
- Brooklyn Museum of Art, New York
- Metropolitan Museum of Art, New York
- MIT Museum, Cambridge, Massachusetts
- Yellow Stone Art Center, Montana
- Museum im Kulturspeicher, Würzburg
- Museu de Arte de São Paulo
- Museu de Arte Moderna, Rio de Janeiro
- Kunsthalle Hamburg
- Städtische Galerie Karlsruhe
- Museo Nacional de Bellas Artes, Havanna
- Taipei Fine Arts Museum
- Museum of Fine Arts, Kaohsiung
- Museum of Contemporary Art, Shanghai
- Shanghai Himalayas Museum, Shanghai
- Beijing Imperial City Art Museum, Peking
- Today Art Museum, Peking
- European Patent Office, München
- Centre d'art contemporain Frank Popper, Marcigny